# 渡島砂原車站
渡島砂原車站（日语：／ Oshima-sawara eki */?）是由北海道旅客鐵道（JR北海道）所經營的鐵路車站，位於日本北海道茅部郡森町，是JR北海道函館本線（砂原支線）沿線的一個無人車站，屬於函館支社的管轄範圍，並由森車站負責管理。

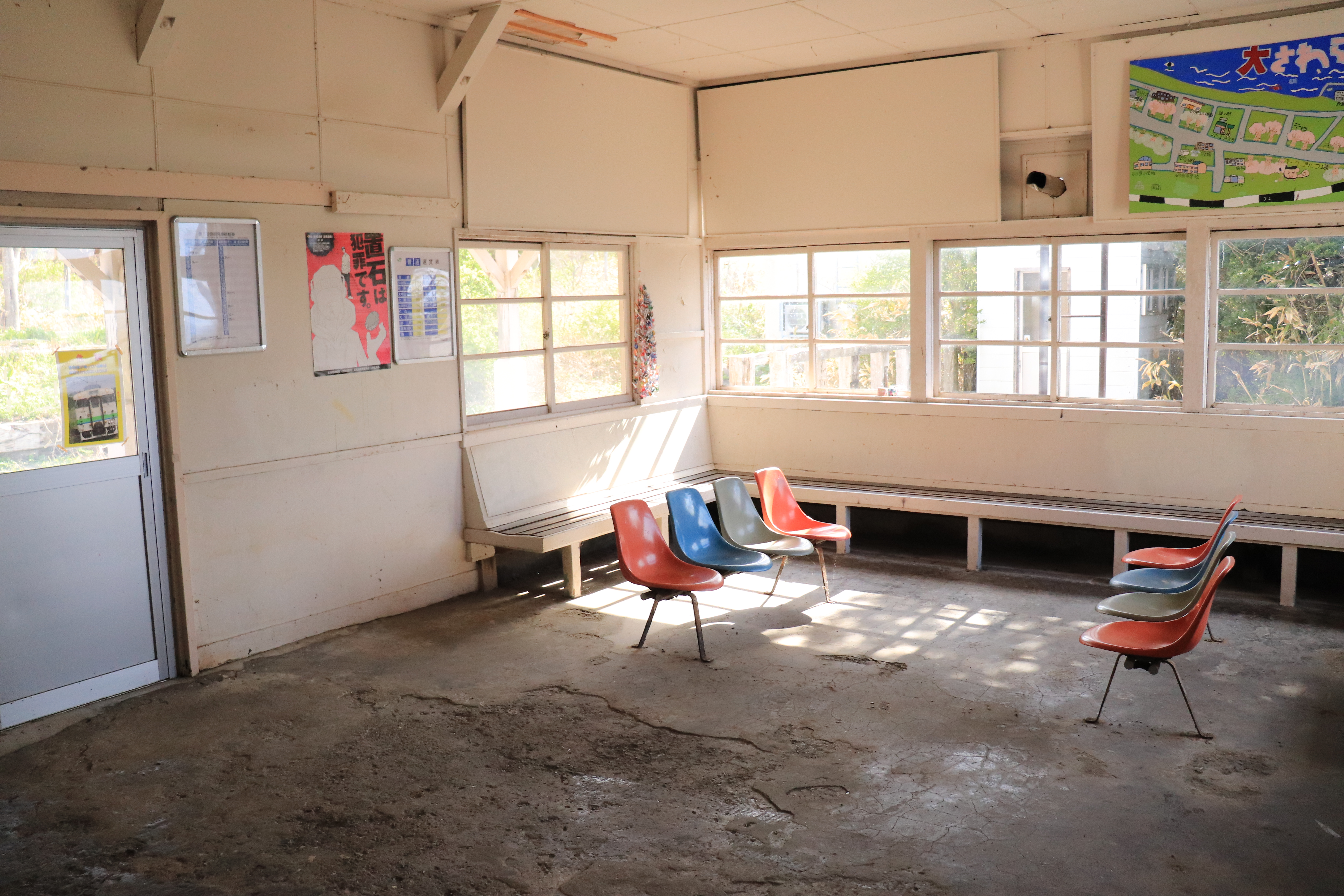
車站內部(2022年5月)

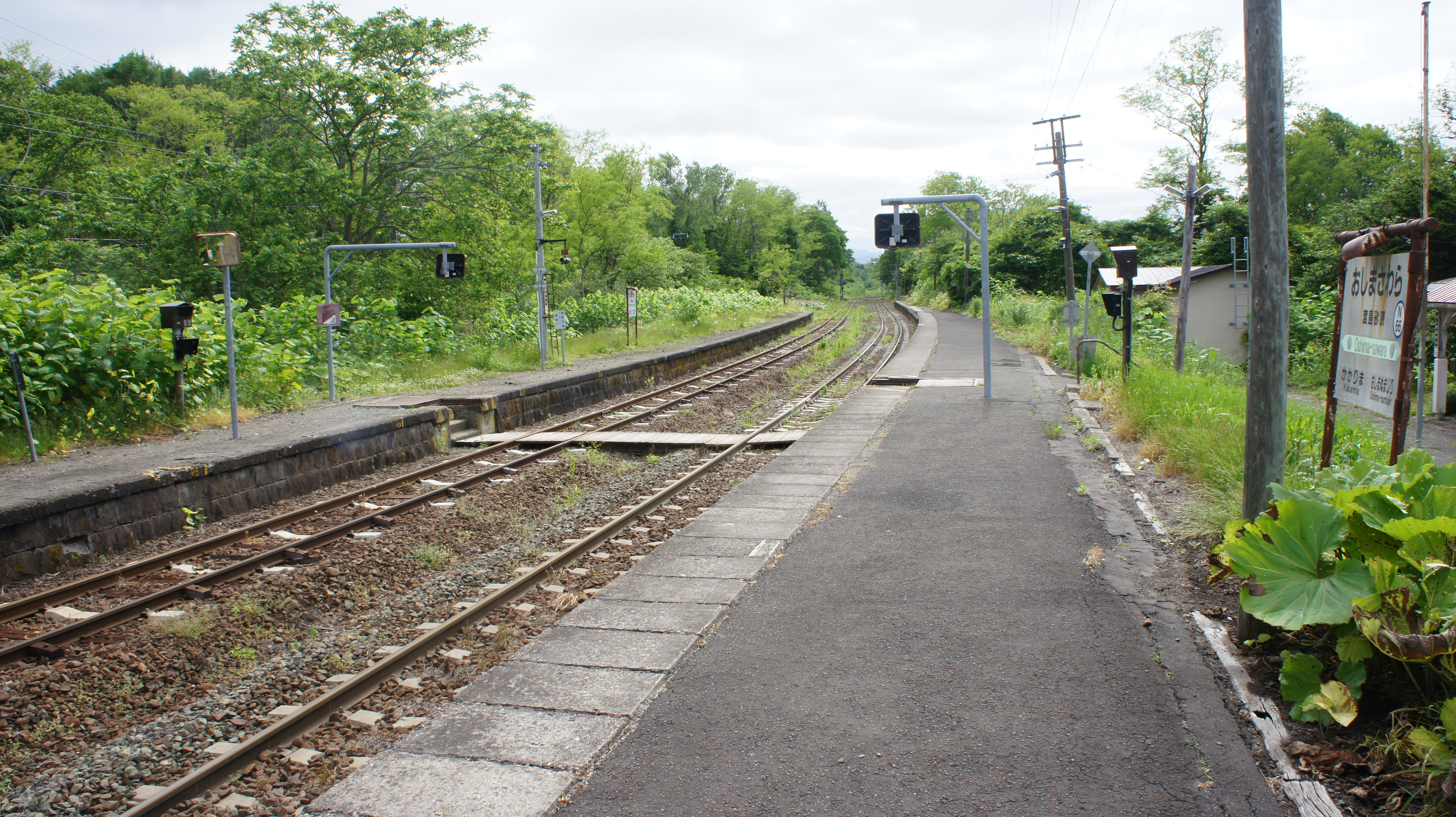
月台(2018年6月)

## 簡介

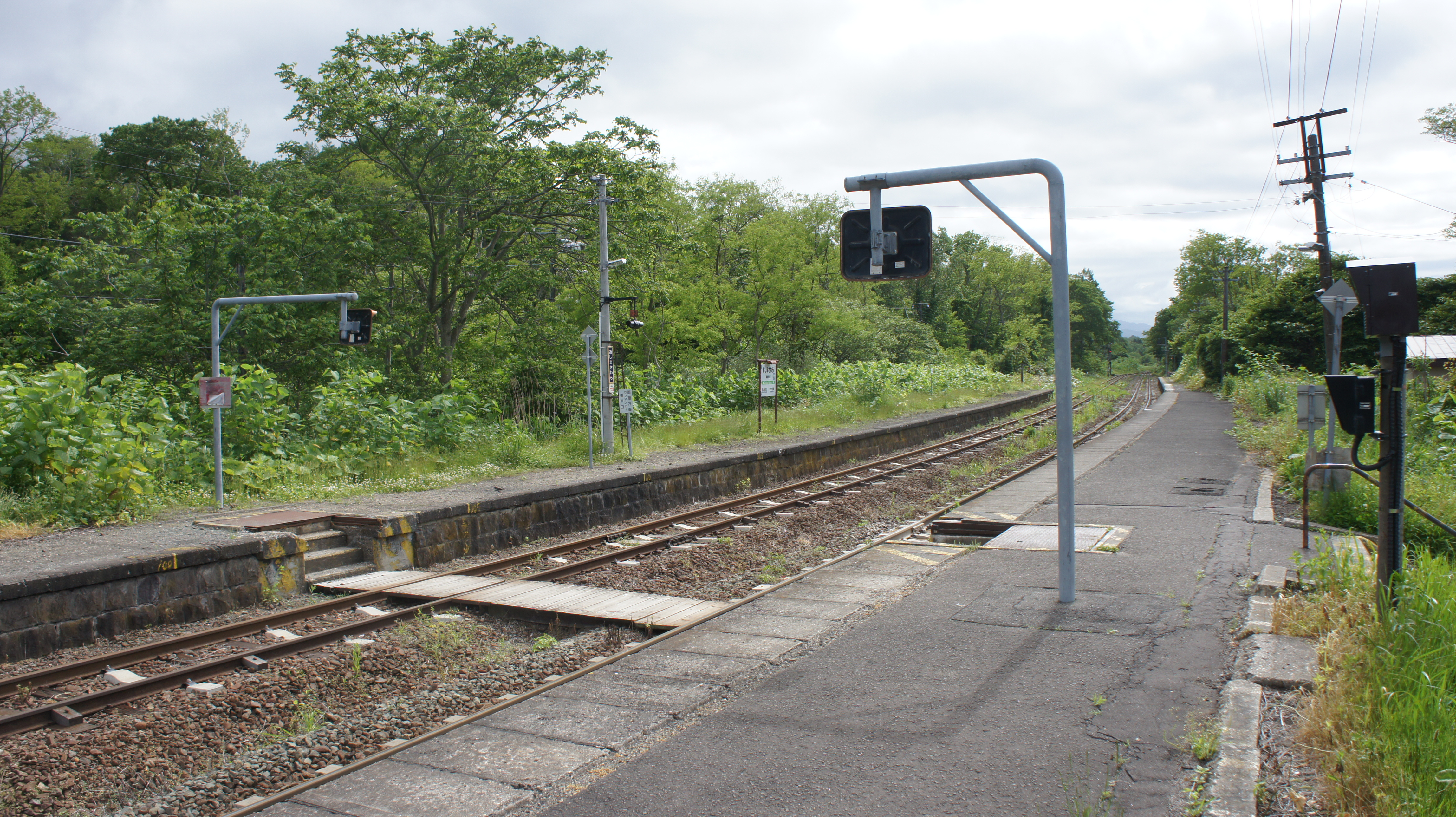
平交道(2018年6月)

站內設有相對式月台一對兩條乘車線，兩月台間是以跨越站內的人行平交道連結。本站過去是所在地砂原町（已併入森町）的主車站。名稱可能源自阿伊努語的「sar」（葦塘）、「sarki」（蘆葦）或是「sara」（出現）。

## 歷史
本站的歷史最早可以回溯到1927年（昭和2年）時，渡島海岸鐵道所設置的砂原車站，但啟用當時車站的位置與今日並不相同。1945年時渡島海岸鐵道收歸國有，成為日本國有鐵道砂原線，並在今日的站址處以渡島砂原車站之名重新啟用。1984年時廢除行李托運服務之後正式撤除站員的派駐成為無人車站，留下一座量體不小但僅作為候車室使用的站房。

## 相鄰車站
北海道旅客鐵道（JR北海道）
■函館本線（砂原支線）
渡島沼尻（N67）－渡島砂原（N66）－掛澗（N65）

### 曾經存在的路線
渡島海岸鐵道
渡島海岸鐵道線
掛澗－東掛澗停留所－度杭崎停留所－砂原

## 外部連結
- JR北海道渡島砂原站 （页面存档备份，存于）（日語）